# Guy Mollet
Pour les articles homonymes, voir Mollet (homonymie).
Alcide Guy Mollet, dit Guy Mollet, né officiellement le 31 décembre 1905, la date réelle étant le 2 janvier 1906, à Flers (Orne) et mort le 3 octobre 1975 à Paris, est un homme d'État français.
Secrétaire général de la Section française de l'Internationale ouvrière (SFIO) de 1946 à 1969, il est plusieurs fois ministre d'État sous la IVe République. Il est président du Conseil des ministres de février 1956 à juin 1957, une période pendant laquelle il est critiqué pour sa gestion de la guerre d'Algérie et de la crise du canal de Suez, qui verra la France subir un revers historique.

## Biographie

### Jeunesse
Pupille de la Nation, Guy Mollet adhère à la Section française de l'Internationale ouvrière (SFIO) dès 1923, alors qu'il n'a pas encore dix-huit ans. Après avoir obtenu sa licence, il devient professeur d'anglais et milite activement au sein du syndicalisme enseignant, ce qui lui vaut d'être muté à Arras. En 1928, il devient secrétaire adjoint des Jeunesses socialistes du Pas-de-Calais. Mobilisé en 1940, il est fait prisonnier. Libéré en juin 1941 il s'engage quelques mois plus tard dans la Résistance au sein de l'Organisation civile et militaire (OCM), qui regroupe des résistants de toutes tendances, de la gauche au conservatisme bon teint, mais où les socialistes sont prépondérants dans le Pas-de-Calais et dans l'Orne. Abel Poulain, ami et collègue de Guy Mollet, est par la suite lui aussi député SFIO dans le Pas-de-Calais. Le natif de Flers écrit pour le journal clandestin La Voix du Nord, participe aux combats de la Libération et est chargé de la commission d'épuration de Flers.

### Débuts en politique
Élu maire et conseiller général d'Arras en 1945, membre des deux Assemblées constituantes en octobre 1945 et juin 1946 puis député du Pas-de-Calais en novembre 1946, il devient la même année secrétaire général de la SFIO, l'emportant face à Daniel Mayer lors du 38e congrès national de la SFIO, fonction qu'il conserve jusqu'en 1969. Dès lors, chef d'une grande formation politique, dont l'appui apparaît indispensable à toute combinaison ministérielle dans le cadre du tripartisme, il est ministre d'État dans les gouvernements Blum (1946-1947) et Pleven (1950-1951) pour les Affaires européennes (voir la Liste des ministres français des Affaires européennes) et vice-président du Conseil dans le cabinet Queuille (mars-juillet 1951). Sous sa férule, le groupe SFIO est le seul qui ne fasse jamais défaut au gouvernement de Pierre Mendès France. Il était un très bon ami de Henri Sacquet. Il soutient le socialiste Marcel-Edmond Naegelen, gouverneur général de l'Algérie, quand il couvre la fraude électorale massive favorisant les candidats de l'administration lors des élections des délégués du second collège de l'Assemblée algérienne de 1948 et 1951, une fraude que Naegelen nie puis justifie,.

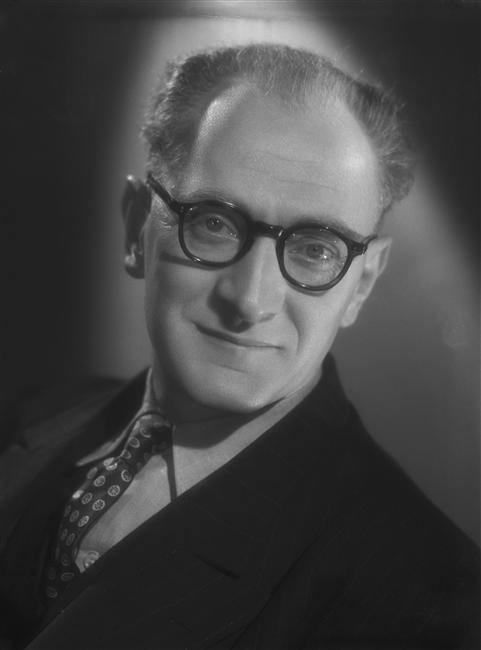
Guy Mollet en 1948.

Il cède la présidence du conseil général du Pas-de-Calais dès 1946, et ne se représente pas aux élections cantonales de 1949, pour se consacrer à son action nationale et à la mairie d'Arras.
Membre du Comité d'action pour les États-Unis d'Europe de Jean Monnet et farouchement atlantiste, il se prononce en faveur de l'adhésion de la France à la Communauté européenne de défense (CED), projet qui est définitivement abandonné en 1954, mais qui contribue à diviser profondément la SFIO. Il siège dès 1952 à l'Assemblée commune de la Communauté européenne du charbon et de l'acier et, de 1954 à 1956, il préside l'Assemblée parlementaire du Conseil de l'Europe (alors dénommée Assemblée consultative). Selon la BBC, qui se base sur des archives britanniques, Guy Mollet, anglophile convaincu, motivé par les risques de tensions au canal de Suez et à la frontière israélo-jordanienne, aurait envisagé un rapprochement avec le Commonwealth dans une discussion avec le Premier ministre Anthony Eden en septembre 1956. Les débats internes à l'administration britannique, révélées par les archives, montrent que le président du Conseil français n'avait en réalité fait aucune proposition concrète de ce type.

### Président du Conseil
En 1956, lors de la campagne pour les élections législatives au 2 janvier 1956, il anime, aux côtés de Pierre Mendès France, François Mitterrand et Jacques Chaban-Delmas, le « Front républicain », coalition réunie sur un programme de modernisation économique et sociale et de paix négociée en Algérie, qui obtient une courte majorité. Alors que le président René Coty propose à Pierre Mendès France de former un gouvernement en 1956, celui-ci refuse et lui suggère Guy Mollet. Il est le dirigeant du Front républicain et la guerre d'Algérie est pour lui « imbécile et sans issue » ; il n'est cependant pas question pour lui d'indépendance, mais de redonner sa chance à un colonialisme libéral.
Confronté, lors d'une visite à Alger le 6 février 1956, à l'hostilité violente (jets de fruits, de légumes, cris, menaces de mort explicites) de la population d'origine européenne (appelée « journée des tomates »), puis à l'impossibilité de réunir une majorité parlementaire sur une ligne libérale en Algérie, il s'engage dans une politique répressive et refuse toute solution négociée avant la conclusion d'un cessez-le-feu. Le 12 mars 1956, il demande et obtient le vote des pouvoirs spéciaux incluant notamment la création d'une procédure de justice militaire de « traduction directe » sans instruction, la légalisation des camps d'internement créés en 1955 et l'attribution aux militaires des pouvoirs de police. Pour certains historiens et hommes politiques, le vote des pouvoirs spéciaux marque la responsabilité politique de la guerre dans la mesure où il confère d'importants pouvoirs à l'armée. Guy Mollet double en six mois les effectifs militaires déployés sur place en envoyant le contingent. Il doit renoncer à nommer Georges Catroux ministre résidant en Algérie. Il propose à Pierre Mendès France, puis à Gaston Defferre d'exercer cette fonction, mais ceux-ci refusent. Il désigne donc Robert Lacoste.

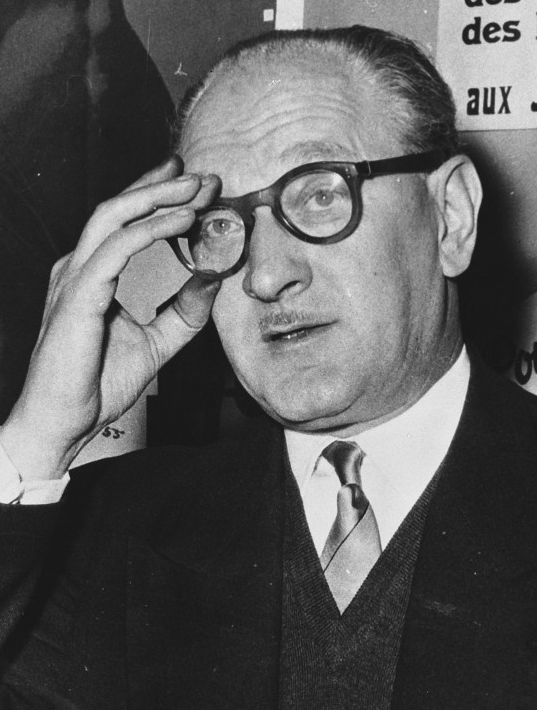
Guy Mollet en 1958.

Dès le 6 avril 1956, il demande au comité international de la Croix Rouge d'envoyer une mission en Algérie pour enquêter sur les conditions de vie des militants du Front de libération nationale détenus par les autorités françaises. En octobre 1956, il rencontre Hubert Beuve-Méry et lui demande des précisions sur les accusations de torture pratiquées par certains soldats. Le directeur du Monde lui ayant remis un dossier d'une vingtaine de feuilles, Guy Mollet écrit à Robert Lacoste, lequel lui répond que des sanctions ont été prises chaque fois que des exactions ont pu être prouvées, et que les accusations relayées par Beuve-Méry sont presque toutes mensongères. De nouveaux rapports lui étant remis (l'un de la Croix Rouge, l'autre de Jean Mairey, directeur de la Sûreté nationale), et certains journaux multipliant les accusations, le gouvernement Mollet crée une « commission permanente de sauvegarde des droits et libertés individuels », dirigée par Pierre Béteille, conseiller à la Cour de cassation, en avril 1957. Aucun parlementaire n'en est membre, les députés et sénateurs étant accusés de partialité, et la commission est entièrement libre de son organisation. La pratique de la torture ne cesse pas, mais plusieurs sanctions disciplinaires sont prises, plusieurs procédures judiciaires sont entamées contre des tortionnaires présumés, et plusieurs centaines de personnes internées sont libérées. Enfin, Guy Mollet autorise la Commission internationale contre le régime concentrationnaire à diligenter une enquête. Celle-ci conclut, en juillet 1957, qu'au cours du mois d'avril, la torture semble avoir diminué, et que les conditions de vie dans les camps d'hébergement sont globalement satisfaisantes.
Entre octobre et novembre 1956, Guy Mollet associe la France à la Grande-Bretagne et à Israël contre l'Égypte lors de l'expédition consécutive à la nationalisation de la Compagnie universelle du canal maritime de Suez par Nasser. Cette manœuvre fut un échec retentissant, du fait de l'opposition de l'URSS, puis des États-Unis. Elle scella le déclin des anciennes puissances coloniales face aux deux superpuissances et au Tiers monde émergent, dont Nasser était l'un des représentants les plus emblématiques.
Le cabinet Guy Mollet fait adopter une troisième semaine de congés payés, la vignette automobile pour financer l'aide aux personnes âgées sans ressources, des mesures d'aide au logement. Il accorde leur indépendance à la Tunisie et au Maroc. Il fait voter la loi-cadre Defferre, qui accorde l'autonomie à l'Afrique subsaharienne et annonce l'indépendance. En mars 1957, ses ministres Christian Pineau et Maurice Faure signent les traités instituant la Communauté économique européenne (CEE).
Après avoir été mis en minorité par l'Assemblée nationale, le cabinet Mollet, qui détient le record de longévité de la IVe République, chute en mai 1957.

### Fin de carrière
Vice-président du Conseil dans le cabinet Pflimlin en mai 1958, Guy Mollet se rallie au général de Gaulle, car c'est selon lui le seul moyen d'éviter « une guerre civile sans armée républicaine ». Il vote en conséquence les pleins pouvoirs à Charles de Gaulle. Ses orientations sont très contestées au sein de la SFIO et les dissidents créent le Parti socialiste autonome en 1958, qui fusionnera en 1960 avec l'Union de la gauche socialiste pour fonder le Parti socialiste unifié (PSU).
Il est nommé ministre d'État en juin de la même année, participe à la rédaction de la nouvelle Constitution, mais quitte le gouvernement dès janvier 1959 et retourne rapidement dans l'opposition. Pour lui, la pratique de la Constitution restreint beaucoup trop les droits du Parlement et les libertés publiques.

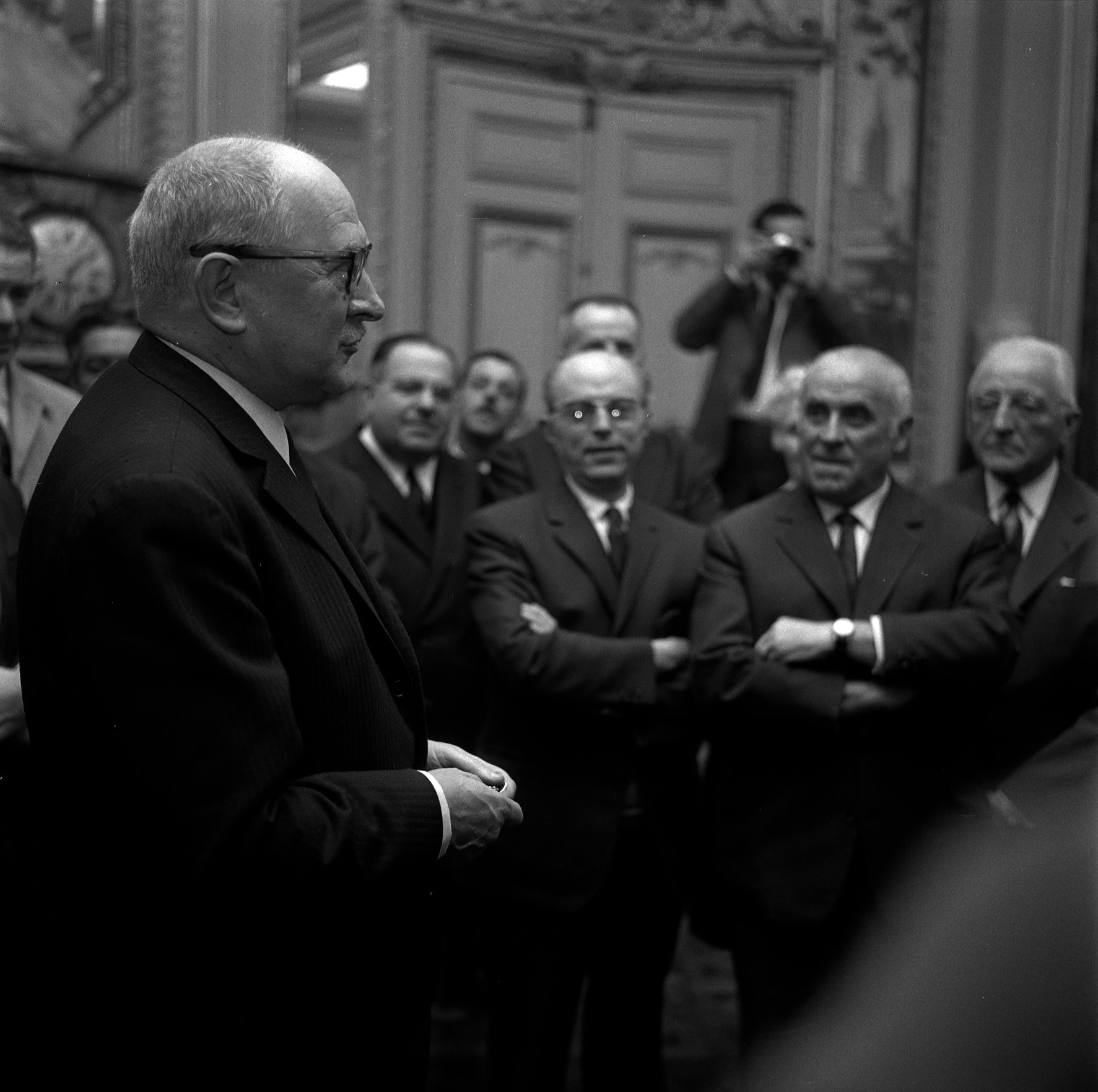
Guy Mollet pendant la campagne de l'élection présidentielle de 1969.

En 1963, au congrès d'Issy-les-Moulineaux, il ouvre les instances dirigeantes de la SFIO à des militants relativement jeunes. Pierre Mauroy, alors âgé de trente-cinq ans, entre au comité directeur, puis devient secrétaire général adjoint en 1966.
En 1965, Guy Mollet participe à la constitution de la Fédération de la gauche démocrate et socialiste (FGDS) qui soutient la candidature de François Mitterrand à l'élection présidentielle. Membre du nouveau Parti socialiste (PS) lors de sa fondation en 1969, il se consacre dès lors à des travaux théoriques, dans le cadre de l'Office universitaire de recherche socialiste (OURS), qu'il a créé et où ses archives sont conservées. Retiré de la vie politique active, mais encore député du Pas-de-Calais et maire d'Arras, il meurt d'une crise cardiaque à son domicile parisien le 3 octobre 1975. Il est enterré avec son épouse au cimetière d'Arras.

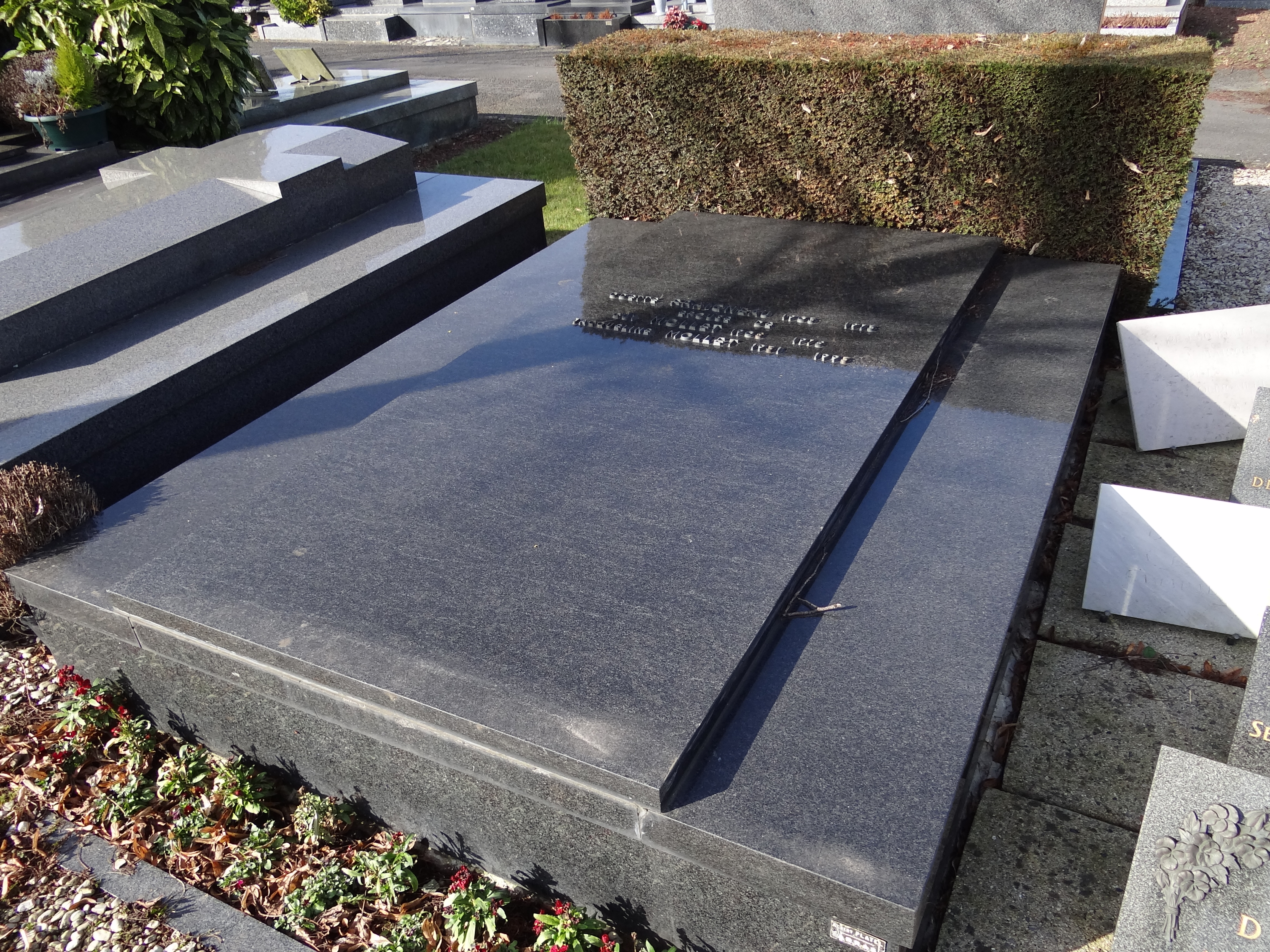
La tombe de Guy Mollet au cimetière d'Arras (Pas-de-Calais).

Guy Mollet a toujours refusé d'écrire ses Mémoires pour répondre aux critiques, souvent violentes, dont il a fait l'objet, résumant sa position par une formule lapidaire : « Quand on est à la première place, on assume. » Ses détracteurs désignent par « molletisme » l'attitude consistant à associer un discours de gauche et la pratique d'importants compromis avec la droite.

## Récapitulatif des fonctions

### Fonctions gouvernementales
- Ministre d'État du gouvernement Léon Blum III (du 16 décembre 1946 au 22 janvier 1947)
- Ministre d'État chargé du Conseil de l'Europe du gouvernement René Pleven I (du 12 juillet 1950 au 10 mars 1951)
- Vice-président du Conseil chargé du Conseil de l'Europe du gouvernement Henri Queille III (du 10 mars au 11 août 1951)
- Président du Conseil du 1er février 1956 au 13 juin 1957
- Vice-président du Conseil du gouvernement Pierre Pflimlin (du 15 mai au 1er juin 1958)
- Ministre d'État du gouvernement Charles de Gaulle III (du 1er au 14 juin 1958)
- Ministre d'État, chargé du statut général des fonctionnaires du gouvernement Charles de Gaulle III(du 14 juin 1958 au 8 janvier 1959)

### Autres mandats
- Membre des assemblées constituantes (1945-1946)
- Député du Pas-de-Calais (1946-1975)
- Conseiller général du Pas-de-Calais (1945-1949)
- Maire d'Arras (1945-1975)
- Président de l'Assemblée parlementaire du Conseil de l'Europe (1954-1956)

### Divers
Franc-maçon, il a été membre de la Loge Conscience, du Grand Orient de France, à Arras.
On attribue à Guy Mollet la phrase : « La droite française est la plus bête du monde », formule régulièrement reprise par les médias et les personnalités politiques.
La ville d'Arras, dont il a été maire, lui a rendu hommage en créant une place Guy-Mollet.

## Décorations
- Officier de la Légion d'honneur (1954)[18] ; chevalier (1947).
- Croix de guerre 1939-1945, palme de bronze (1945).
- Médaille de la Résistance française (décret du 15 juin 1946)[19].
- Grand-cordon de l'ordre de Léopold en 1957 (Belgique)[20].

## Œuvres de Guy Mollet
- Comment les socialistes voient l'Union européenne, conférence des ambassadeurs, 1951
- L'Europe unie, pourquoi, comment, éditions du Parti socialiste, 1953
- Bilan et perspectives socialistes, Plon, 1958
- 13 mai 1958 - 13 mai 1962, Plon, 1962
- La Construction européenne vue par un socialiste français, éditions du Parti socialiste, 1965
- Les Chances du socialisme. Réponse à la société industrielle, Fayard, 1968
- Le Socialisme selon Tito, Seghers, 1971
- 15 ans après. La Constitution de 1958, Albin Michel, 1973

### Sources primaires
Les archives de Guy Mollet sont consultables à l'Office universitaire de recherche socialiste.

#### Vie et politique de Guy Mollet
- François Lafon, Guy Mollet, secrétaire général de la SFIO. Recherches sur les principes du mollettisme, thèse de doctorat, École des hautes études en sciences sociales, 1993.
- François Lafon, « Guy Mollet », Dictionnaire biographique du mouvement ouvrier français, Éditions de l'Atelier.
- François Lafon, Guy Mollet : itinéraire d'un socialiste controversé (1905-1975), Paris, Fayard, 2006, 960 p. (ISBN 2-213-62921-8, présentation en ligne).
- François Lafon, « Le gouvernement de Front républicain : une politique réformiste sous fortes contraintes », Histoire@Politique, no 13 « Les socialistes français face au réformisme »,‎ 2011, p. 62-75 (lire en ligne).
- Denis Lefebvre, Guy Mollet : le mal-aimé, Paris, Plon, 1992, 563 p. (ISBN 2-259-02465-3, présentation en ligne).
- Denis Lefebvre, L'Affaire de Suez, éd. Bruno Leprince, 1996.
- Denis Lefebvre, Les secrets de l'expédition de Suez, 1956, Paris, Perrin, 2010, 296 p. (ISBN 978-2-262-03326-2, présentation en ligne).
- Denis Lefebvre, Guy Mollet face à la torture en Algérie, 1956-1957, Paris, Bruno Leprince, 2001, 125 p. (ISBN 2-909634-38-8).
- Bernard Ménager (dir.) (préf. René Rémond), Guy Mollet : un camarade en République, Villeneuve-d'Ascq, Presses universitaires de Lille, coll. « Politiques » (no 2), 1987, XIV-632 p. (ISBN 2-85939-335-8, présentation en ligne), [présentation en ligne], [présentation en ligne].
- Denis Lefebvre, Guy Mollet socialiste dans le Pas-de-Calais, 1925-1975, L'Encyclopédie du socialisme, 2015.
- Témoignages. Guy Mollet, 1905-1975, Paris, Fondation Guy Mollet, 1977.

#### Guy Mollet et son temps
- Serge Berstein (dir.), Frédéric Cépède (dir.), Gilles Morin (dir.) et Antoine Prost (dir.), Le Parti socialiste entre Résistance et République, Paris, Publications de la Sorbonne, coll. « Série science politique » (no 2), 2000, 357 p. (ISBN 2-85944-409-2).
- Arthur Calmette, L'OCM, Organisation civile et militaire. Histoire d'un mouvement de Résistance, de 1940 à 1946, Presses universitaires de France, 1961.
- Noëlline Castagnez, Socialistes en République : les parlementaires de la SFIO de la IVe République, Rennes, Presses universitaires de Rennes, coll. « Histoire », 2004, 416 p. (ISBN 2-86847-965-0, DOI 10.4000/books.pur.27694, présentation en ligne, lire en ligne), [présentation en ligne].
- Serge Hurtig, « La S.F.I.O. face à la Ve République : majorité et minorités », Revue française de science politique, Paris, Presses universitaires de France, vol. 14, no 3,‎ juin 1964, p. 526-556 (lire en ligne).
- François Lafon, « Structures idéologiques et nécessités pratiques au congrès de la S.F.I.O. en 1946 », Revue d'histoire moderne et contemporaine, t. XXXVI,‎ octobre-décembre 1989, p. 672-694 (lire en ligne).
- Roger Quilliot, La S.F.I.O. et l'exercice du pouvoir, 1944-1958, Paris, Fayard, coll. « Les grandes études contemporaines », 1972, XIV-839 p. (présentation en ligne).
- Michel Winock, La République se meurt : chronique 1956-1958, Paris, Éditions du Seuil, 1978, 252 p. Réédition : Michel Winock, La République se meurt : 1956-1958, Paris, Gallimard, coll. « Folio. Histoire » (no 4), 1985, 285 p. (ISBN 2-07-032300-5).